# Bill Willis (Footballspieler)

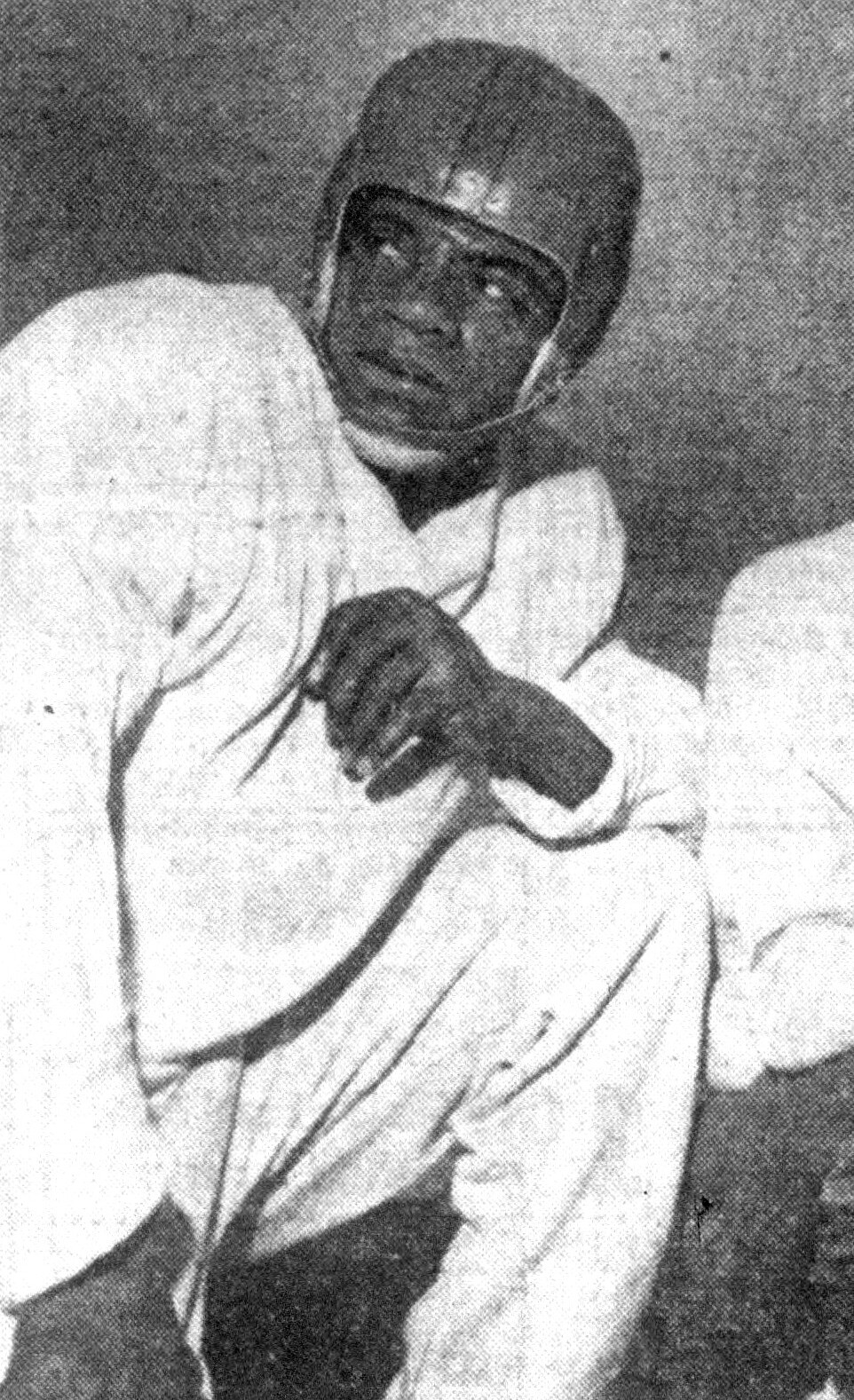
Bill Willis im Jahr 1951

William Karnet Willis (* 5. Oktober 1921 in Columbus, Ohio, USA; † 27. November 2007, ebenda), Spitzname: Deke war ein US-amerikanischer American-Football-Spieler und -Trainer. Er spielte in der Defensive Line und in der Offensive Line bei den Cleveland Browns in der All-America Football Conference (AAFC) und in der National Football League (NFL).

## Herkunft
Bill Willis wurde als Sohn von Clement und Willana Willis in Columbus geboren. Als er vier Jahre alt war, starb sein Vater, und er wuchs fortan bei seinen Großeltern auf. Der begeisterte Leichtathlet besuchte in seiner Geburtsstadt auch die Highschool. Bereits dort spielte er als Defensive-Line-Spieler und wurde in die Auswahlmannschaft von Ohio gewählt.

## Spielerlaufbahn

### Collegekarriere
Von 1941 bis 1944 studierte Bill Willis an der Ohio State University. Ab 1942 spielte er bei den Buckeyes auf der Position eines Tackles. Im gleichen Jahr gewann er mit seinem von Paul Brown trainierten Team die nationale College-Football-Meisterschaft. 1943 und 1944 wurde er zum All-American gewählt. In seinem letzten Jahr wurde er auch für das College All-Star Game nominiert. Seine Mannschaft musste sich in dem Spiel den Chicago Bears mit 24:21 geschlagen geben. 
Der schwarze Spieler fand nach seinem Collegestudium keinen Profiverein in der NFL und wurde 1945 Trainer und Sportdirektor des Kentucky State College. An dem College spielten nur afroamerikanische Studenten College Football.

### Profikarriere
1946 erhielt Willis über Umwege einen Profivertrag bei den Cleveland Browns. Willis hatte erfahren, dass sein ehemaliger Collegetrainer Paul Brown das Traineramt bei den Browns übernommen hatte, die in der neugegründeten AAFC angesiedelt waren. Er schrieb ihm einen Brief, erhielt aber keine Reaktion. Enttäuscht wollte er einen Vertrag bei den Montreal Alouettes, einem Team der Canadian Football League unterschreiben, als sich Brown, der eine negative öffentliche Reaktion für die neue Liga befürchtete, wenn er einen afroamerikanischen Spieler unter Vertrag nimmt, entschloss, ihn über einen Mittelsmann zu einem Probetraining einzuladen. Bill Willis konnte dabei überzeugen. Er, sein eine Woche nach ihm verpflichteter Mannschaftskamerad Marion Motley in der AAFC, sowie die beiden NFL-Spieler Woody Strode und Kenny Washington waren die einzigen afroamerikanischen Spieler, die als Profispieler unter Vertrag standen.
Die Browns waren das dominierende Team der AAFC. In ihren Reihen spielten zahlreiche spätere All-Star-Spieler, wie der Quarterback Otto Graham, der Spieler der Offensive Line Lou Groza oder der End Mac Speedie. 1946 gewannen sie im Endspiel gegen die New York Yankees mit 14:9. 1947 wurden im Endspiel erneut die Yankees besiegt, diesmal mit 14:3.
1948 gewann Willis seinen dritten Meistertitel, die Browns besiegten im Endspiel die Buffalo Bills mit 49:7. Auch in seinem vierten Profijahr gewann Willis mit seinem Team den AFL-Meistertitel. Beim 21:7-Sieg seiner Browns über die San Francisco 49ers im Jahr 1949 bleiben diese chancenlos.
Die AAFC musste aufgrund finanzieller Schwierigkeiten nach der Saison 1949 den Spielbetrieb einstellen. Die Browns wurden in die NFL aufgenommen. Ihr Siegeszug setzte sich in dieser Liga fort. Im NFL Endspiel 1950 schlugen sie die Los Angeles Rams mit 30:28. 1951 endete dann die Siegesserie der Browns. Erstmals unterlagen sie in einem Endspiel. Die Rams konnten sich mit 24:17 gegen die Browns durchsetzen. Auch die NFL-Endspiele 1952 und 1953 ging verloren. Die Detroit Lions konnten sich mit 17:7, beziehungsweise 17:16 gegen die Browns durchsetzen.
Nach der Saison 1953 beendete Willis seine Laufbahn. In seinen acht Profijahren gewann er fünfmal den Meistertitel und wurde dreimal Vizemeister. Willis war mit 95 Kilogramm Körpergewicht eigentlich zu leicht für seine Spielerposition. Um die Gegenspieler von Willis zu täuschen, wurde er von Paul Brown bei der AAFC mit 102 kg Körpergewicht gemeldet. Seinen körperlichen Nachteil glich Willis allerdings durch seine große Schnelligkeit wieder aus.

## Ehrungen
Deke Willis spielte dreimal im Pro Bowl, dem Abschlussspiel der besten Spieler einer Saison. Er wurde achtmal zum All-Pro gewählt. Willis wird von den Browns in der Cleveland Browns Honor Roll geehrt. Er ist Mitglied im NFL 1940s All-Decade Team, in der Cleveland Sports Hall of Fame, in der College Football Hall of Fame und in der Pro Football Hall of Fame. Seine Trikotnummer 99 wird an seinem alten College nicht mehr vergeben. in Delaware, Ohio, wurde eine Highschool nach Bill Willis benannt.

## Nach der Laufbahn
Bill Willis arbeitete nach seiner Laufbahn im öffentlichen Dienst in verschiedenen Stellungen. Er starb an einem Schlaganfall und wurde in seiner Geburtsstadt im Forest Lawn Memorial Gardens beigesetzt. Er war verheiratet und Vater von drei Söhnen.
.